# Побрђани (Доњи Вакуф)
Побрђани је насељено мјесто у Босни и Херцеговини у општини Доњи Вакуф које административно припада Федерацији Босне и Херцеговине. Према попису становништва из 1991. у насељу је живјело 53 становника.

## Географија
По последњем службеном попису становништва из 1991. године, у насељу Гредина живела су 53 становника. Сви становници су били Срби